# دستجان (مقاطعة فراهان)
دستجان (بالفارسية: دستجان) هي مستوطنة تقع في قسم فرمهين الريفي في إيران. يقدر عدد سكانها بـ 1,263 نسمة .